# 平山昌雄
平山 昌雄（ひらやま まさお、1974年12月9日 - ）は、日本のお笑い芸人である。兵庫県尼崎市出身。身長174cm・体重64kg。血液型はO型。吉本興業所属、吉本新喜劇の団員。

## 人物・略歴
学校法人国際自由学園卒業。
チャンバラトリオ最後の弟子である。
JAC（ジャパンアクションクラブ）に所属していた。
特徴は、身軽さと恐ろしげなドラキュラ顔（唇が薄い、奥目、八重歯）、バック転、笑顔がいいこと。あだ名は「フランケン」。
サングラスをかけると映画『ターミネーター』出演時のアーノルド・シュワルツェネッガーに似ている。

## 芸歴
スタントマン・アクション俳優として30以上の映画に出演も、ある舞台のオーディションをきっかけとして、昔からのあこがれだった吉本新喜劇に入団。以来NGKに出演中。
誰が座長であっても出演するが、辻本茂雄が座長の時には出演時間が長い。その顔立ちからヤクザ役が多かったが、2006年にはようやく山田亮、伊賀健二同様、ヤクザや強盗から秘書、うどん屋の兄弟、編集者、老人など役柄が広がると同時に、山田亮と共にお人好しヤクザの子分役（山田が赤スーツで平山が青スーツ。なお、山田は、2010年にNGKを離れてしまった為、以降はレイチェルが赤スーツ役を務めている）も任されるようになり、出番やセリフが比較的増える。
特にヤクザ辻本と終始噛み合わない漫才のような会話を繰り広げる子分役が定着しつつある。いじられているのにはにかんだりと、アドリブには弱く、辻本からは舞台中もよく無茶振りやアドリブの的にされることが多く、大抵は狼狽えたり、トンチンカンな返答をして、「アドリブ弱すぎるやろ！」「神経研ぎ澄ませ！」などとイジられている。

## ギャグ
上記の通り、状況を把握出来ていない場合にかます場合が多い。
- スタントマン時代のアクションを生かす。
  - 舞台に出て「実はですね…」「ちょっと見てきます」と言っておいてバック転。そして「というわけなんですよ」と言い結局何もわからない。
  - 自己紹介の時に、「私、（バック転をして）と申します。」と言う。
  - 「燃焼系燃焼系アミノ式」と言われながら「背落ち」（アクション用語。空中で頭から一回転し、背中を下にして地面に落ちる技術）。その後に「燃焼しました」と言う。燃焼系〜は体力の消耗が激しいのか、あるいはCMがもう放送されていないことがあるのかは不明だが、最近ではほとんど見られない。この技を見せた後、「覚えてろよ〜今度はピラミッドで縄跳び跳んでやる！」「一人じゃムリや!」と言った話があった。
  - 最近では見えない相手に向かって「危ない！」と言ったり、手裏剣を投げる真似をして「忍者かお前は!」と突っ込まれる。
  - 三人ヤクザの時の「燃焼系燃焼系トーク」では燃焼系のCMの歌にのせて伝えたいことを言いながら、平山が疲れてできなくなるまで背落ちを延々とし続ける。
- また、バック転を2回連続でして『おすぎです』と声を変えてモノマネ。
- 舞台上や観客が嫌悪感、不快感を持っているときに笑顔でボケる。
- 漫才コンビを組んでいる伊賀健二との絡みで「はい、うん、イエス」などと数回言って、伊賀に「なんで同じ意味のセリフを3回続けて言わはるんですか？」とツッコまれる。極めて稀に新喜劇で披露されることもある。
- ヤクザ役の辻本の子分役の時、「（店主に対して）あんたの店とちゃうやろ！」「お前は俺の同級生の山田君か!」など意味不明のツッコミを繰り広げ、さらに辻本にツッコまれる。「俺の同級生の山田君か!」などのおかしなツッコミの原因を聞かれ、説明するがまったくと本人とは関係が無く「ツッコミ間違うとるわ!」と言われる。ツッコミが辻本にも予測がつかないため「お前とおるだけでスリルとサスペンスやわ」と言われる。
- 誰かと戦うことになり、「お前、弱そうやからハンデやるわ。俺の顔を一発殴れ」と相手に情けをかけ、本当に殴られる。殴り飛ばされた後、「ええパンチしとるやないか」と何事もなかったような仕草をしたあと「兄貴、・・・・・立てませんわ」と（辻本曰く）生まれたての馬のようになり足がガタガタ震える。
- 上述の笑顔だけでなく、臑をぶつけたり、（警官役なのに）強盗に怯えたりと、不運の時に顔が苦渋の表情になる。
- 伊賀健二と殴り合いになるが、お互いうまい具合に避ける。
  - その後、茂造に「もう1回見たい？アンコール！アンコール！」などと言い客にアンコールを促すと、2人でもう一度殴り合いになったあとにシンクロのように2人が同時に正面を向いて手を上げる。

## イジリ
サングラスをするとアーノルド・シュワルツェネッガーに似ていることから、
- （主に内場）「あれ？あんたアーノルド・シュワルツェネッガーちゃいますの？」
- （平山）「ダダッダッダダ・・・だれがアーノルド・シュワルツェネッガーや（映画『ターミネーター』のBGMを歌い、機械的な動きをしつつノリツッコミ）」
- （内場など）「ノリツッコミ下手やな・・・」あるいは「なんや、そのヘタクソなターミネーター！」

となる。また、サングラスを外している場合、
- （主に内場）「あれ？あんた高橋克典ちゃいます？」
- （平山）「フェイタス！・・・だれが高橋克典や」
- （内場など）「ノリツッコミ下手や・・・」あるいは「なんや、その中途半端なモノマネ」

となることがある。
辻本が座長を務める公演に出演する際には、その極端にアドリブに弱い一面を逆手に取り、集中的にイジりや無茶振りをされることが多い。前述したとおり、平山は辻本の無茶振りやアドリブに対して上手く応対できず、言葉を詰まらせたり台詞を噛んだりするなど、観客からみても一目でわかるほどに露骨な動揺を見せるため、この間に客席は終始笑いが絶えない状態になるばかりか、平山のあまりのあわてぶりに、辻本のみならず他の出演者までも素で笑いだしてしまうことすらある。

## テレビドラマ
- 八丁堀の七人 第1シリーズ 第3話（2000年、ANB）
- 火曜スペシャル「なにコレ!?」（第6回）「よしもと新喜劇ミステリー 名探偵内場勝則　湯けむり殺人事件〜混浴露天風呂に浮かぶ　美人女将の殺意〜」（2001年12月4日、TVO）
- 間寛平座長就任30周年「寛平の帰ってきたあっちこっち丁稚」（2002年1月26日、ABC）
- 水戸黄門 第36部 第19話「浪花娘 情けの恩返し-高野山-」（2006年、TBS）
- 痛快時代劇コメディ!! 「必笑！仕事人〜浪花の春の偽金からくり〜」（2007年1月3日、ABC）